# Week End
Week End, Fim de semana (pt) ou Week-end à Francesa (br) é um filme de Jean-Luc Godard, realizado em 1967, onde o seu autor denuncia, segundo o seu estilo formal próprio, a sociedade consumista, tal como se adivinhava na década de 1960. É um filme com características da Nouvelle Vague, abrindo caminho para o estilo mais politizado e desconstrutivista das suas obras posteriores.
Livre adaptação do conto A Auto-estrada do sul, de Julio Cortázar, publicado no livro Todos os fogos o fogo.

## Sinopse
Um casal bastante antipático resolvem fazer uma viagem até a casa dos pais dela, no caminho, eles se deparam com situações violentas, surreais e apocalípticas provocadas por problemas sociais. 